# فوندا إريجيت
فوندا إيريجيت (بالتركية: Funda Eryiğit)‏ هي ممثلة تركية ، ولدت في 6 نوفمبر 1984 في زفوله، هولندا . وهي من أصل تركي، جركسي وجورجي .

## حياتها
فوندا إريجيت ولدت في بافرا. لديها أصول شركسية وجورجية. درست العلاقات الدولية في كلية العلوم السياسية بجامعة اسطنبول ، ثم التحقت بقسم المسرح في معهد جامعة اسطنبول الحكومي. بدأت مسيرتها المسرحية في عام 2012-2013 مع دورها في مسرحية الصمت ، التي أخرجها مسرح اسطنبول الحكومي.
نالت جائزة "أفضل ممثلة في فئة الموسيقى / الكوميديا" في حفل توزيع جوائز الممثلة المسرحية والسينمائية عن هذا الدور. كما تم ترشيحها لجائزة "أفضل ممثلة" في حفل توزيع جوائز مسرح عفيف. في عام 2019 ، قامت بدور "روزاليند فرانكلين" في مسرحية الصورة 51 ، التي عُرضت في مسرح كرافت. حصلت على جائزة "أنجح ممثلة في العام" في حفل توزيع جوائز مسرح عفيف عن هذا الدور.
في عام 2016 ، انضمت إلى الموسم الثالث من المسلسل التلفزيوني بويراز كارايل. وهي تؤدي دور البطولة في الموسم الأول من مسلسل الصيف الماضي ، الذي يُبث على قناة فوكس منذ 1 يناير 2021. تلعب شخصية "كانان كارا" في المسلسل.